# ドクター林
ドクター 林（どくたー はやし、1949年12月19日 - ）は、日本の歌手、タレント、リングドクター、医師。本名は林 雅之（はやし まさゆき）。千葉県千葉市出身、秋田大学医学部卒業。医学博士。
現役の内科医師として、東京都江戸川区で地域医療に従事しつつ、「笑いと健康の関係」をテーマにして独自のライブ活動を実践している。また、林 督元（はやし まさゆき）での著書も多い。アントニオ猪木の創設した新日本プロレスを初め、男女問わず多くのプロレス団体のリングドクターを永く務めている。

## 経歴
秋田大学医学部を卒業後、中央鉄道病院（現：JR東京総合病院）・同愛記念病院で勤務。1984年に弘邦医院を開業。1987年よりリングドクターとしても活躍。1993年より前任のリングドクター富家孝に代わり新日本プロレスのリングドクターを務めるようになる。1995年の第17回参議院議員通常選挙ではスポーツ平和党から出馬したが落選。
これらに関連してスポーツドクターとしても幅広く活動している。2000年からドクター林の別名で歌手、タレントの活動もしている。2005年にお笑い芸人養成セミナーを受講し、お笑いライブに出演。
個人事務所を立ち上げ、作詞・作曲家 青江ひとみを招聘し、お笑い芸人やモデルなども多く所属していたが、現在はドクター林と青江ひとみのみ。

## テレビ出演
- 日本テレビ
  - 「THEワイド」・「ジパングあさ6」
- TBS
  - 「成り上がり」・「JNNニュースの森」・「ジャスト」「回復!スパスパ人間学」・「爆笑問題のバク天」
- フジテレビ
  - 「どーなってるの?!」・「土曜一番!花やしき」
- テレビ東京
  - 「朝はビタミン」・「レディス4」・「夕方いちばん」
- テレビ朝日
  - 「スーパーモーニング」ほか

## ラジオ出演
- ラジオ日本
  - 「ドクター林のスポーツ美女対談」
- かつしかFM
  - 「ドクター林の健康げらげらクリニック」
  - 「お笑いプロレス道場」
  - 「かつしかナイト」
- 調布FM
  - 「斉木しげるの浪漫素（ロマンス）」

## 映画出演
- 「リング・リング・リング 涙のチャンピオンベルト」（東映）

## ディスコグラフィー
CD
- 健康げらげら音頭／

（かつしかFM「ドクター林の健康げらげらクリニック」オープニング曲）
- お医者サンバ／

（かつしかFM「ドクター林の健康げらげらクリニック」エンディング曲）
DVD
- 「演歌体操」

## ドクター林オフィス 主催ライブ
- 「ドクター林の健康ゲラゲラライブ1」in 新宿鍋茶屋ホール（山中企画 共催）
- 「ドクター林の健康ゲラゲラライブ2」in 新宿鍋茶屋ホール（山中企画 共催）
- 「ドクター林のヒーリングライブ」in 中目黒GTホール（山中企画 共催）
- 「ドクター林のファイティングバラエティショウ」in シアターV赤坂
- 「ドクター林のメディカルエンターテインメントショウ」in 葛西健康サポートセンター
- 「ドクター林オフィス夏祭り・ファイティングバラエティショウ２」in 内幸町ホール
- 「ドクター林オフィス夏祭り・スーパーメディカルエンターテインメントショウ」in 内幸町ホール
- 「ドクター林著 脳で感じるセックス 出版記念ライブ 第1夜」in 銀座べろんちょ
- 「ドクター林著 脳で感じるセックス 出版記念ライブ 第2夜」in 銀座べろんちょ
- 「ドクター林リサイタル2007」in THEATRE1010
- 「ドクター林リサイタル2008」in 渋谷TEPCOホール
- 「ドクター林リサイタル2008」in 市民会館おおみや
- 「ドクター林リサイタル2008」in 大田区アプリコ
- 「ドクター林リサイタル2008」in 横浜情文ホール
- 「ドクター林オフィス イヤーエンドスペシャル」in 渋谷TEPCOホール
- 「NEW STYLE VARIETY SHOW "FREEDOM" 1」in THEATRE1010
- 「NEW STYLE VARIETY SHOW "FREEDOM" 2」in THEATRE1010
- 「NEW STYLE VARIETY SHOW "FREEDOM" 3」in THEATRE1010
- 「NEW STYLE VARIETY SHOW "FREEDOM" 4」in THEATRE1010
- 「NEW STYLE VARIETY SHOW "FREEDOM" 5」in THEATRE1010
- 「NEW STYLE VARIETY SHOW "FREEDOM" 6」in THEATRE1010
- 「若手パフォーマーランキングバトル SUPER LEAGUE 1」in ムーブ町屋
- 「若手パフォーマーランキングバトル SUPER LEAGUE 2」in ムーブ町屋
- 「若手パフォーマーランキングバトル SUPER LEAGUE 3」in ムーブ町屋
- 「若手パフォーマーランキングバトル SUPER LEAGUE 4」in ムーブ町屋
- 「若手パフォーマーランキングバトル SUPER LEAGUE 5」in ムーブ町屋
- 「若手パフォーマーランキングバトル SUPER LEAGUE 6」in ムーブ町屋
- 「若手パフォーマーランキングバトル SUPER LEAGUE 7」in ムーブ町屋
- 「若手パフォーマーランキングバトル SUPER LEAGUE 8」in ムーブ町屋
- 「若手パフォーマーランキングバトル SUPER LEAGUE 9」in ムーブ町屋
- 「若手パフォーマーランキングバトル SUPER LEAGUE 10」in ムーブ町屋
- 「若手パフォーマーランキングバトル SUPER LEAGUE 11」in ムーブ町屋
- 「若手パフォーマーランキングバトル SUPER LEAGUE 12」in 渋谷TEPCOホール
- 「ドクター林ショウ」in エイトビート
- 「ドクター林ショウ」in 千葉ペリエ
- 「ドクター林ショウ」in ポートプラザちば
- 「ドクター林ショウ」in 中野サンプラザ 会議場
- 「THEニュースペーパーの笑いは地球を救えるか」(ゲスト出演)
- 「大田原お笑い健康講座」(ゲスト出演)
- 「ブンカ的シモネタの夜」(ゲスト出演)
- 「第１回お笑いヤングライオン杯」in 大田区民プラザ(ゲスト出演) ほか

## 著書
- 女子プロレス大好き（ハート出版）
- 40歳からの賢い生き方（ハート出版）
- ガンやリウマチに効果のある免疫療法（本の泉社）
- ガンあきらめないで統合医療のすすめ（ダイセイコー出版）
- 気管支炎 喘息が改善（トレランス出版）
- 血圧には安心の一粒を（トレランス出版）
- 痛みにはアリパワー（トレランス出版）
- 長生きしたけりゃ読みなさいのことわざ辞典（KKロングセラーズ）
- エイズウイルスは細菌兵器だった（訳）（KKロングセラーズ）
- リングドクターがみたプロレスラーの秘密（三一書房）
- 新スポーツ吹き矢健康法（ぶんぶん書房）
- スポーツ吹き矢入門（ぶんぶん書房）
- 癒されてもっと気持ちよくなる（扶桑社）
- 脳で感じるセックス入門（扶桑社）
- 解決!目のトラブル (Famima contents)
- ガンと分かったときに、最初にこれを読んでほしい（本の泉社）
- がんに負けないがんに勝つ（ルネッサンス・アイ）
- 酵素で生き生き長寿!（ぶんぶん書房）
- 免疫力アップでがんに克つ（ルネッサンス・アイ）
- 関節痛の予防と改善（トレランス出版）
- これが最先端の医療だ!!（アントレックス）
- らくらく脳トレ健康ブック 20歳も脳が若返る! ISBN 978-4-8019-0105-6
- 一生ボケない脳づくり らくらく脳トレ健康ブック ISBN 978-4-8019-0572-6
- 男をあきらめるなーED患者1000万人時代を救う ISBN 978-4-8344-0167-7
- エイジレス タオル体操（文芸社） 著書：風香 監修：林督元 ISBN 978-4-286-13939-5
- 13の不快な症状をラクにする健康術

## 新聞連載
- 内外タイムス「元気があれば何でもできる」
- 東京スポーツ「医療巌流島」
- 東京スポーツ「ドクター林のめざせ!癒しの達人」
- 日刊スポーツ「ドクター林の医学的セックス」
- 日刊ゲンダイ「ドクター林の性の相談室」
- BS東スポ「ドクター林の健康 トラの穴」
- 東京スポーツ「ドクター林のネバーギブアップ」

## 所属団体・役職
- 医療法人社団「祐光会」理事長
- 弘邦（ひろくに）医院 院長
- ファイトクリニック ED専門ICI療法
- 新日本プロレス・全日本プロレス・ZERO1・2AWなど各プロレス、格闘技のリングドクター
- 米国公益法人予防医学・代替医療振興協会理事
- 日本スポーツ吹き矢協会顧問
- 東京都テコンドー協会会長
- 株式会社ドクター林オフィス 代表取締役社長

## ドクター林オフィス・DH-PROMOTION 所属タレント
- ドクター林
- 青江ひとみ
- ドクター林ＢＡＮＤ
- 月刊ドイツ・俵山 幹央⇒ミッキーライス⇒ジャイアントセレブ俵山(お笑いユニット FREEDOM)
- 月刊ドイツ・瀧本 康平(お笑いユニット FREEDOM)
- パンダ小町(お笑いユニット FREEDOM)
- パンダ西口(お笑いユニット FREEDOM)
- チップ青木(お笑いユニット FREEDOM)
- 片柳 綾子(お笑いユニット FREEDOM 研修生)
- 柚希 まさこ(DH-PROMOTION 健美人/モデル/湘南ひらつか七夕まつり「織り姫」コンテストファイナリスト)
- 平尾 美樹(DH-PROMOTION 健美人/モデル/GIRLS TALK PARTY ゲスト出演)
- 市川 美愛(DH-PROMOTION 健美人/ボウリングアイドル｢LOVE BOWLERS｣1期生・｢NTV 恋のから騒ぎ｣17期生)
- 内田 知里(DH-PROMOTION 健美人/モデル)
- 嘉山 茜(DH-PROMOTION 健美人/アーティスト)
- 川原 菜瑛(DH-PROMOTION 健美人/｢NTV 恋のから騒ぎ｣17期生)
- 小滝 淳菜(DH-PROMOTION 健美人/競輪イメージガール｢LOVE 9｣)
- 千　歳(DH-PROMOTION 健美人/モデル)
- 堤 可奈古(DH-PROMOTION 健美人/モデル)
- Ａｌｉｃｅ(DH-PROMOTION 健美人/モデル)
- ＭＥＩＹＯ(DH-PROMOTION 健美人/モデル)
- 土屋 里沙(DH-PROMOTION 健美人/モデル)
- 寺田 千晶(DH-PROMOTION 健美人/モデル)
- 七瀬 瑠花(DH-PROMOTION 健美人/モデル)
- 星 あづさ(DH-PROMOTION 健美人/モデル/英国大手腕時計メーカー イベントコンシェルジュ)
- 千葉 恵美(DH-PROMOTION 健美人/モデル)
- ゲッター小林立志（ドクター林ブレーン）